# Cernyia kosterini
Cernyia kosterini (лат.) — вид чешуекрылых из подсемейства медведиц (Arctiinae). Вид назван в честь российского одонатолога и коллектора насекомых Юго-Восточной Азии О. Э. Костерина. Описан по обнаруженным в Камбодже (в её юго-западной части) экземплярам.

## Описание
Длина передних крыльев 13 мм. Окраска серовато-жёлтая с жёлтыми и светло-жёлтыми деталями.